# Stepenitz (Elbe)
Die Stepenitz ist ein rund 84 Kilometer langer, sand- und lehmgeprägter Tieflandfluss und rechter Nebenfluss der Elbe in Brandenburg. 600 Flussmeter sind als Landeswasserstraße ausgewiesen.
Die größten Zuflüsse der Stepenitz, deren Einzugsgebiet etwa 1.299 km² umfasst, sind die Dömnitz, der Schlatbach, der Jeetzbach und die Karthane. Etwa 30,8 km² des Einzugsgebietes reichen in den Südwesten Mecklenburg-Vorpommerns.
Die Stepenitz gilt als einer der saubersten Flüsse Deutschlands und ist im Oberlauf weitgehend unverbaut. Im Projekt „Elblachs 2000“ bilden die Stepenitz und ihre Nebenflüsse das zentrale Gewässersystem. Das Flusstal wurde im Jahr 2004 als Naturschutzgebiet Stepenitz ausgewiesen.

## Name
Der Fluss wurde im Jahr 1231 („bey dem Fluss stepnitz“) erstmals schriftlich erwähnt. Der Name leitet sich vom altpolabischen Wort *ˇščepa „Holzscheit, Ast, Reis“ und der slawischen Endung -nica ab.

## Verlauf und Orte

### Quellgebiet
Die Stepenitz entspringt in einem nördlichen Zipfel von Brandenburg im Landkreis Prignitz etwa fünf Kilometer südöstlich von Meyenburg.
Die Quelle entspringt auf einem Höhenzug etwa 110 m ü. NN zwischen den zu Meyenburg gehörenden Ortschaften Penzlin, Penzlin-Süd und Schmolde sowie den zur Gemeinde Halenbeck-Rohlsdorf gehörenden Warnsdorf und Brügge. Nur jeweils wenige Kilometer von der Quelle der Stepenitz entfernt beginnen die Elde und die Dosse. Die Elde fließt zu Beginn Richtung Osten zur Müritz, die Dosse Richtung Südosten zur Havel und die Stepenitz in der Hauptrichtung nach Südwesten.

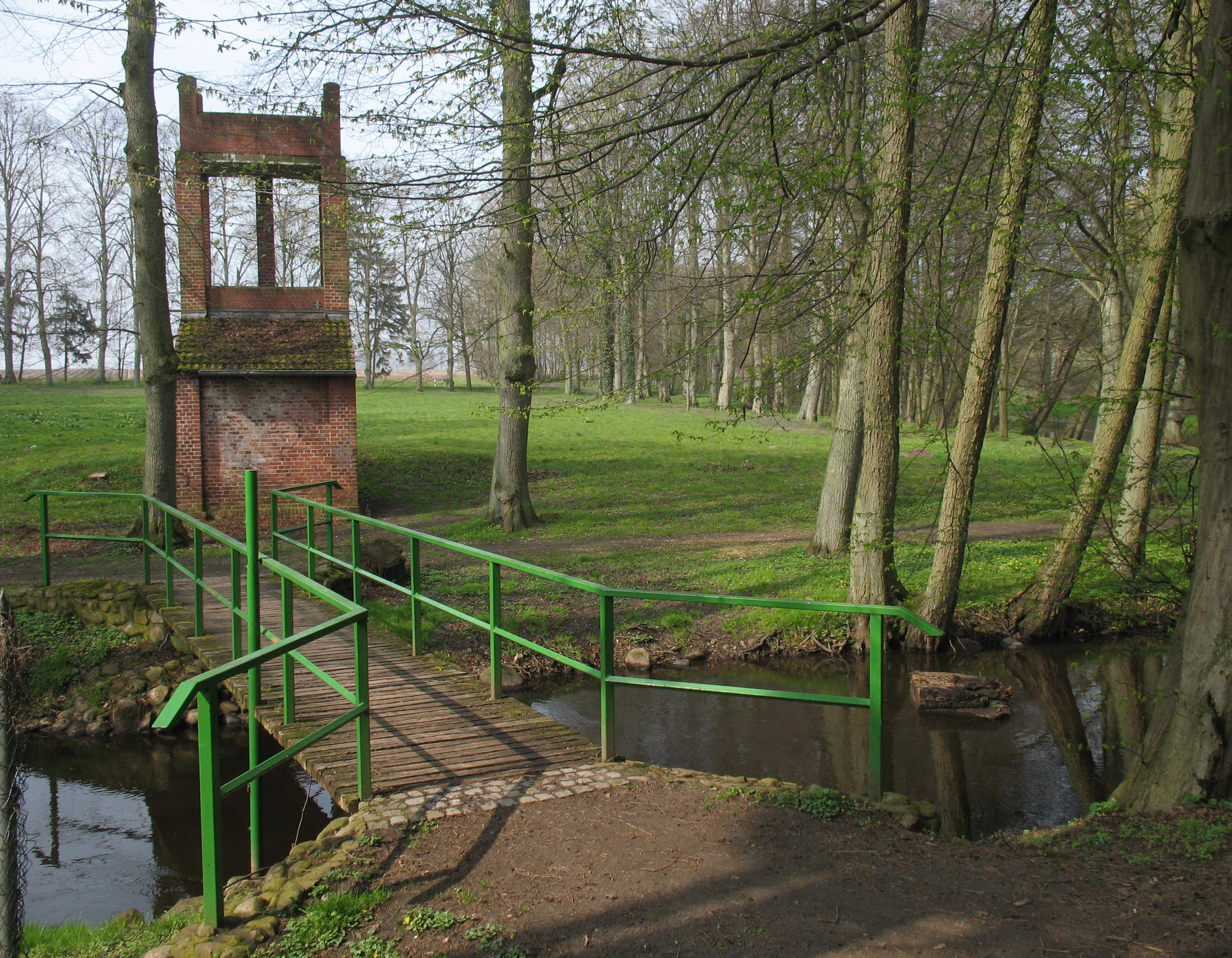
Stepenitz im Bürgerpark in Putlitz

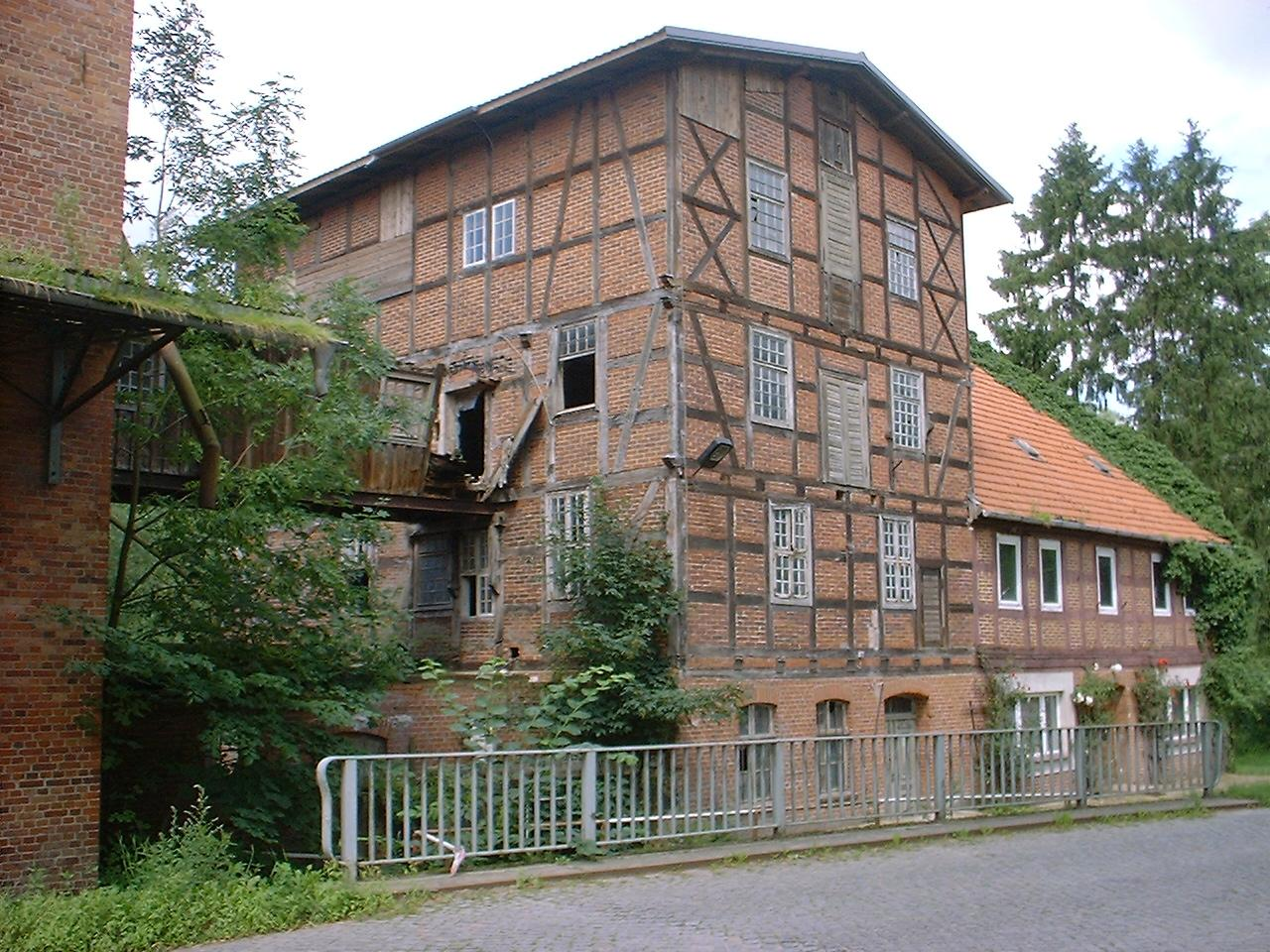
Mühle an der Stepenitz in Wolfshagen

### Verlauf
Unterhalb der Quelle verliert die Stepenitz schnell an Höhe und fließt in nordwestlicher Richtung durch die Stadt Meyenburg. Im Ort fließt sie nördlich der mittelalterlichen Stadtmauer und bildet dann die östliche Grenze des Schlossparks am Schloss Meyenburg. Etwas weiter westlich erreicht der Fluss die Gemeinde Marienfließ mit den Ortsteilen Krempendorf und Stepenitz. Hier verläuft sie nahe am Zisterzienserinnenkloster Marienfließ. Dieses älteste Nonnenkloster der Prignitz wurde um 1230 gegründet und besitzt die erhaltene backsteinerne Klosterkirche aus dem 13. Jahrhundert.

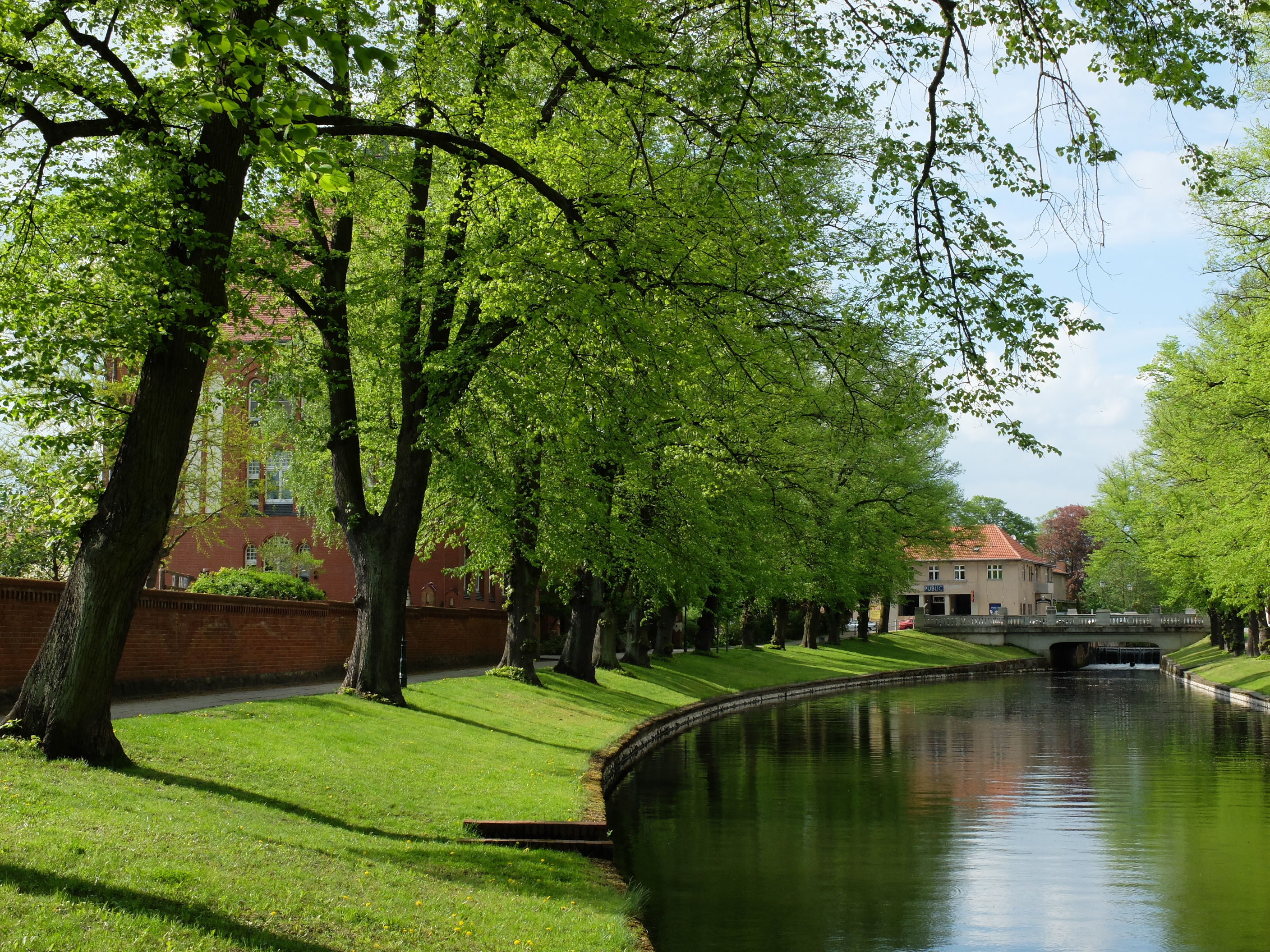
Stepenitzarm in Perleberg

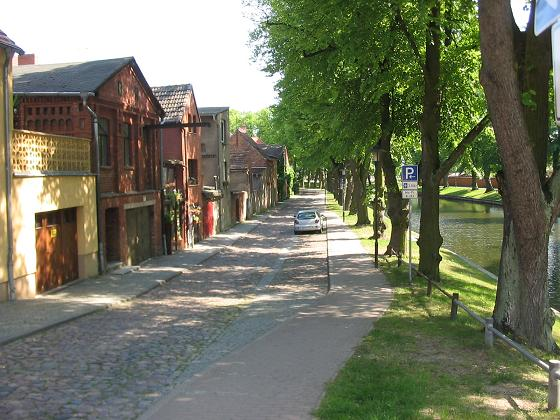
„Insel“ Perleberg, „Am Wandrahmen“

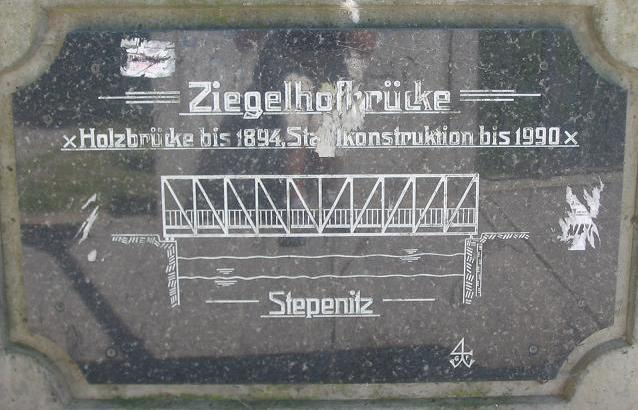
„Ziegelhofbrücke“, Holzbrücke bis 1894

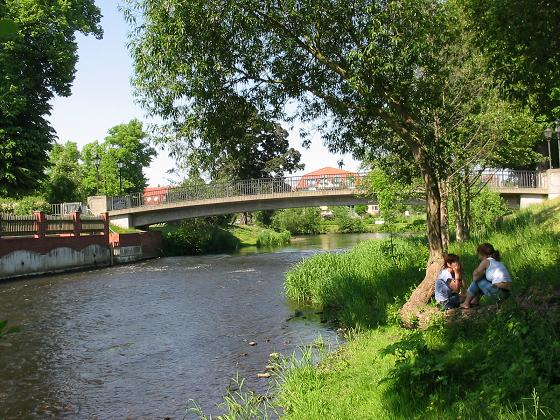
„Ziegelhofbrücke“ in Perleberg heute

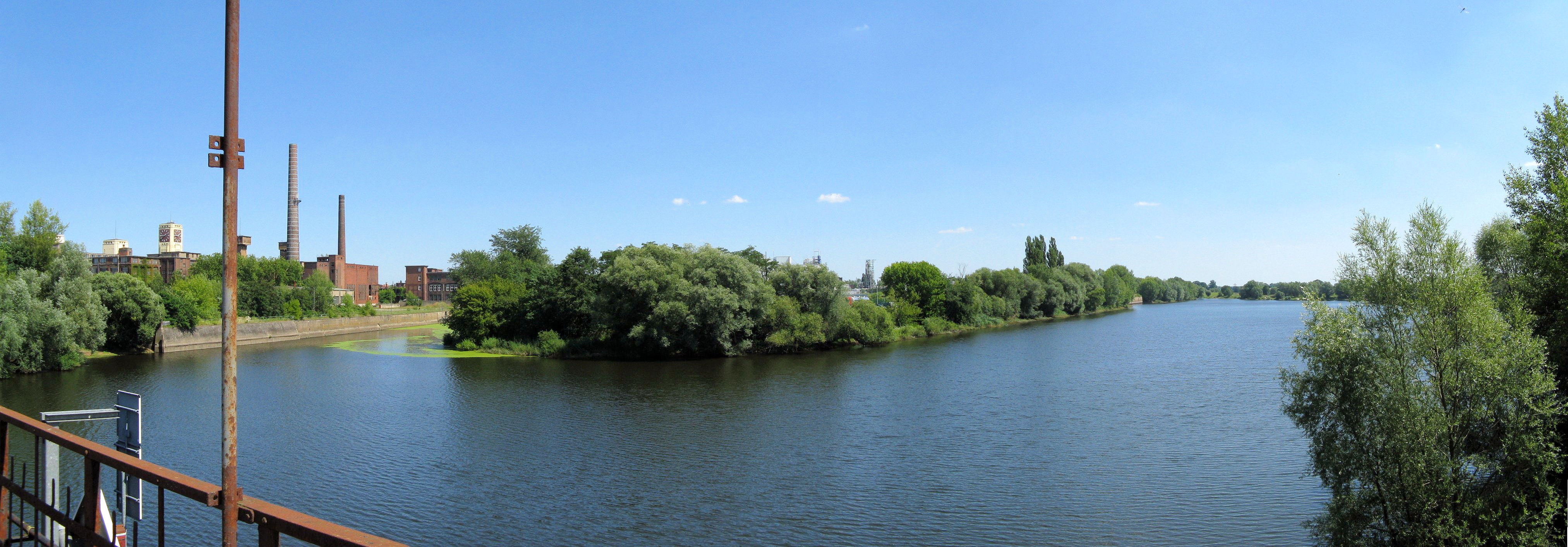
Zusammenfluss von Stepenitz (links) und Karthane (rechts) in Wittenberge

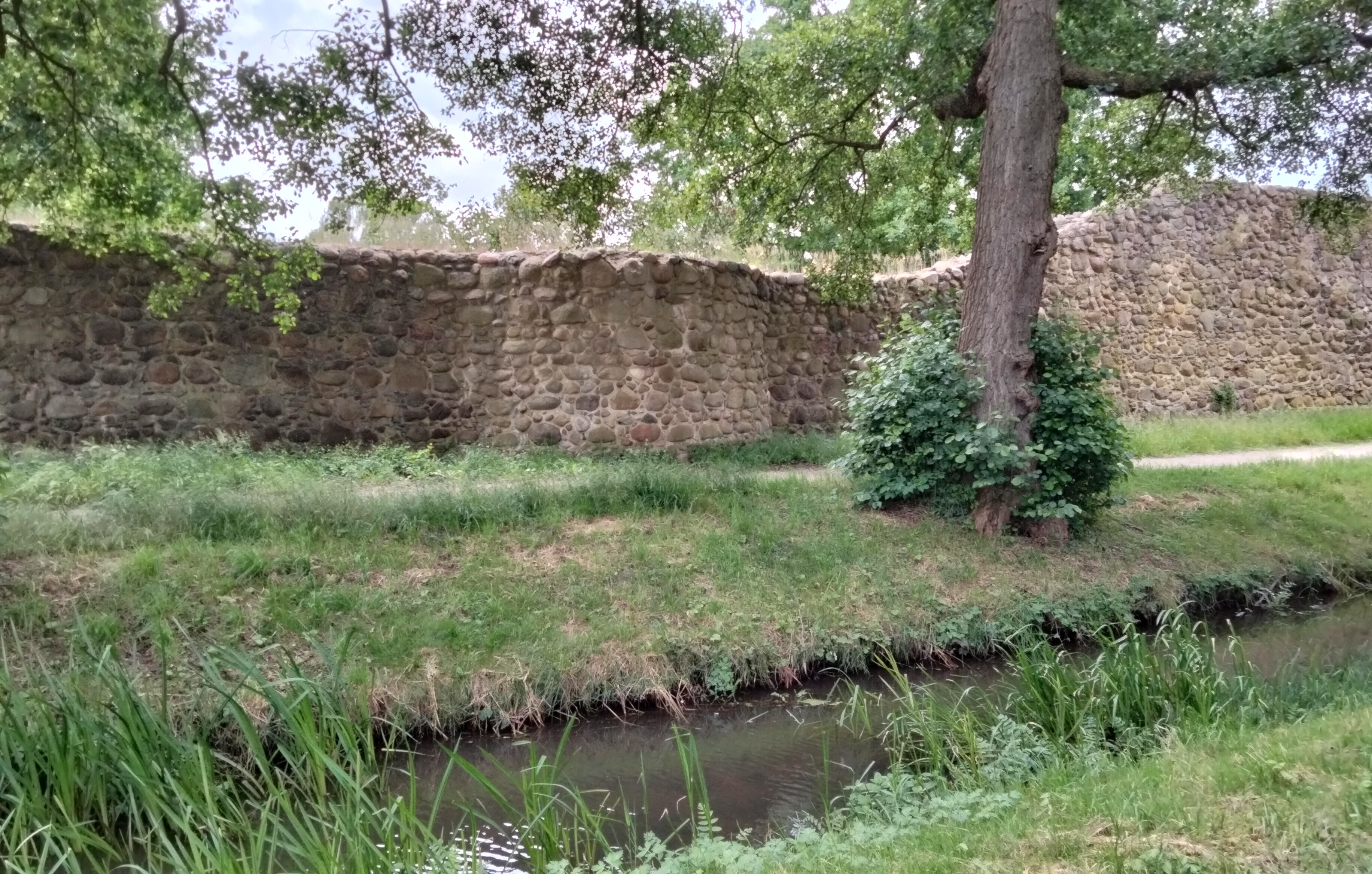
Stepenitz vor der Stadtmauer in Meyenburg

Unterhalb des Klosters führt der Fluss durch Wiesen und Buchenwälder mit Uferabbrüchen, kleineren Erlenbrüchen und auwaldähnlichen Abschnitten. Östlich der Ruhner Berge biegt der Verlauf nach Süden. Nach der Ortschaft Telschow durchfließt die Stepenitz mit Putlitz eine der ältesten Städte der Prignitz, zu der am weiteren Verlauf auch die Orte Mansfeld und Lockstädt gehören. Zwischen den Orten Helle und Wolfshagen der Gemeinde Groß Pankow (Prignitz) mündet von links die Dömnitz. In Wolfshagen passiert der Stepenitzlauf das Renaissanceschloss Wolfshagen von 1590. Mit den Wassern der Stepenitz war dieses ursprünglich von den „edlen Herren Gans zu Putlitz“ als Wasserburg angelegt. Der Gartenarchitekt Peter Joseph Lenné schuf in den 1850er Jahren beiderseits der Stepenitz einen Landschaftspark.
Weitere Groß Pankower Ortschaften am Fluss sind Seddin, Kreuzburg, Rohlsdorf und Klein Linde, bevor oberhalb des Perleberger Ortsteils Lübzow von rechts der Schlatbach mündet. Rund fünf Kilometer flussabwärts umfasst die Stepenitz mit zwei Armen das Zentrum der Westprignitz, Perleberg. Der historische, restaurierte Kern der Rolandstadt Perleberg liegt auf einer Insel des Stepenitz-Laufes. Unterhalb von Perleberg durchquert der Fluss mit seiner von Wiesen charakterisierten Niederung den an Kiefern reichen Perleberger Stadtforst in der Perleberger Heide. Von links mündet hier der Jeetzbach. Dadurch wird die Abflussmenge durch das Biosphärenreservat Flusslandschaft Elbe beachtlich.
Die Stepenitz bildet die Grenze zwischen den Gemeinden Weisen und Breese, bevor sie mit dem Osten der Stadt Wittenberge den traditionellen Elbübergang von der Westprignitz zur Altmark berührt. Der Fluss mündet gemeinsam mit der Karthane in die Elbe.

## Gänsetour (Radtour)
Die ausgeschilderte „Gänsetour“ im Flusstal führt durch die anliegenden historischen Stätten auf rund 70 Kilometern vom Oberlauf der Stepenitz bei Meyenburg bis zur Mündung. Der Name der Tour und ihr wegweisendes Gänselogo verweisen auf eines der ältesten und bedeutendsten Adelsgeschlechter der Prignitz, den „Edlen Herrn“ Gans zu Putlitz. Nahezu alle kulturhistorischen Stätten entlang der Tour sind mit dieser Familie verbunden. Der Ritter Johann Gans zu Putlitz stiftete 1230 das Nonnenkloster Marienfließ, um die Grenze gegen Mecklenburg zu sichern. Klösterlicher Boden blieb im Mittelalter meist von kriegerischen Auseinandersetzungen verschont.

## Renaturierung und Naturschutz

### Programm „Elblachs 2000“
Lachse waren noch bis zum Ende des 19. Jahrhunderts eine der Haupteinnahmequellen der Elbe-Prignitz-Fischer. Seit Mitte des 20. Jahrhunderts galten Lachse und Meerforellen in der Stepenitz als ausgestorben. Wehre und andere Wasserbauwerke verhinderten die Wanderung der Fische, ökologische Belastungen verringerten das Nahrungsangebot. Seit 2000 versucht das Land Brandenburg mit dem Programm „Elblachs 2000“ den Lachs als „Leitfisch“ für Fischökologie und Fischerei an der Elbe wieder anzusiedeln. Mit dem Programm sollen sich selbst reproduzierende und fischereiwirtschaftlich nutzbare Lachs- und Meerforellenbestände in der Elbe und ihren Nebenflüssen wiederhergestellt werden.
Im Modellversuch bildet die Stepenitz das zentrale Gewässer. Am 1. April 1999 wurden nahe der Schönhagener Mühle 50.000 Junglachse und 10.000 Meerforellen in den Nebenfluss Dömnitz eingesetzt. Seit 2002 sind 54 Lachse und 35 Meerforellen zum Laichen in das Stepenitzsystem zurückgekehrt. Dies stieß auf internationale Beachtung. Aufgrund des Erfolges begann das Land Brandenburg 2004 ein Wiederansiedelungsprogramm für Lachse auch in der Pulsnitz und in der Schwarzen Elster. Ein ähnliches Projekt unter dem Namen Lachs 2000 besteht auch am Rhein.
Zur Renaturierung wurden Stauanlagen rückgebaut und Fischrampen angelegt. Im Schlatbach, einem wasserreichen Stepenitzzufluss, wurde ein Wehr bei Gramzow durch eine Sohlgleite ersetzt, die einen Höhenunterschied von knapp zwei Metern überwindet. Mit Steinriegeln wird eine Beckenstruktur hergestellt, die den Fischen auch im sommerlichen Niedrigwasser die Wanderung erlaubt. Im Ober- und Unterwasser der Gleite wurden zudem künstliche Laichplätze angelegt. 105.000 Meerforellenbrütlinge setzte das Land bis 2005 insgesamt im Schlatbach aus.
Rückkehrende Lachse sind zwischen Mitte November und Mitte Dezember zu beobachten. Die Ziegelhofbrücke über der Stepenitz am Südausgang der Perleberger Altstadt ist für die Beobachtung besonders geeignet.

### Naturschutzgebiet Stepenitz
Das Naturschutzgebiet Stepenitz umfasst mit einer Gesamtfläche von rund 2500 Hektar mehrere Gemeinden entlang des Flusslaufs von Meyenburg über Putlitz und Triglitz bis nach Perleberg. Schutzzweck ist das reich gegliederte Fließgewässersystems des Prignitzer Platten- und Höhenlandes mit weitgehend natürlichen bzw. naturnahen hydrologischen Verhältnissen, verschiedenartigen Quellhorizonten und punktförmigen Quellen im Bereich der Talrandhänge und talrandnahen Auenbereiche.
- Erhaltung und Entwicklung des Lebensraums wild lebender Pflanzengesellschaften, insbesondere von Moorwäldern, Quellen und Quellfluren, Schwimmblatt- und Wasserpflanzengesellschaften, Röhrichten, Seggenrieden, Grünland frischer bis nasser Standorte mit kleinflächig vorkommenden Flutrasen sowie Trockenrasen.

- Erhaltung und Entwicklung des Gebietes als Lebens- beziehungsweise Rückzugsraum und potenzielles Wiederausbreitungszentrum wild lebender Tierarten, insbesondere für an die Forellen- und Äschenregion gebundene Neunaugen und Fischarten sowie verschiedene Libellenarten, als Laichgewässer für Amphibien und als Rast-, Überwinterungs-, Fortpflanzungs- und Nahrungsgebiet seltener, vom Aussterben bedrohter Vogelarten, darunter besonders und streng geschützter Arten wie beispielsweise Schwarzstorch (Ciconia nigra), Kranich (Grus grus), Gebirgsstelze (Motacilla cinerea), Eisvogel (Alcedo atthis), Waldwasserläufer (Tringa ochropus) sowie Amphibien wie Wechselkröte (Bufo viridis), Knoblauchkröte (Pelobates fusces), Kleiner Wasserfrosch (Rana lessonae), Laubfrosch (Hyla arborea) und Krebstieren wie Edelkrebs (Astacus astacus).

- Erhaltung und Entwicklung des Fließgewässersystems aus wissenschaftlichen Gründen zur Beobachtung und Erforschung der tierischen und pflanzlichen Lebensgemeinschaften eines naturnahen Gewässersystems sowie der Abläufe im Rahmen einer naturnahen Wiederherstellung.

- Besonderen Wert legt die Naturschutzgebietsverordnung auf die Erhaltung und Entwicklung der Populationen von Fischotter (Lutra lutra), Westgroppe (Cottus gobio), Steinbeißer (Cobitis taenia), Lachs (Salmo salar), Bachneunauge (Lampetra planeri), Flussneunauge (Lampetra fluviatalis), Kleine Flussmuschel (Unio crassus), Schmaler Windelschnecke (Vertigo angustior), Bauchiger Windelschnecke (Vertigo moulinsiana) und Kammmolch (Triturus cristatus) als Tierarten nach Anhang II der Fauna-Flora-Habitat-Richtlinie, einschließlich ihrer für Fortpflanzung, Ernährung, Wanderung und Überwinterung wichtigen Lebensräume.

In der Region bestehen bereits die Naturschutzgebiete Marienfließ und Quaßliner Moor.

## Umgebung
Von der Quelle zur Mündung gibt es die folgenden benannten Zuflüsse:
1. Schmolder Abzugsgraben
2. Abzugsgraben Waldhof
3. Sude
4. Sabel
5. Krumbach
6. Kreuzbach
7. Weitgendorfer Abzugsgraben
8. Rotbach
9. Zieskenbach
10. Sagast
11. Kalter Bach
12. Freudenbach
13. Dömnitz
14. Seddiner Graben
15. Panke
16. Retziner Mühlbach
17. Schlatbach
18. Perle
19. Jeetzbach
20. Herzscher Kanal
21. Karthane

Entlang der Stepenitz liegen die Orte Meyenburg, Stepenitz, Putlitz, Wolfshagen, Perleberg, Wittenberge.